# Nikita Mihalkov
Nikita Sergheevici Mihalkov (n. 21 octombrie 1945, Moscova) (în rusă Никита Сeргеевич Михалков) este un actor și regizor de film rus, laureat al premiului Oscar pentru filmul Soare înșelător.

## Biografie
Nu există cinefil care să nu fi făcut tot ce-i stă în puteri pentru a putea viziona filmele lui Nikita Mihalkov în perioada comunistă, după cum nu există om mai puțin specializat în domeniul cinematografiei care să nu fi trăit emoții profunde alături de Fata fără zestre sau de Oblomov, căci regizorul, scenaristul și actorul Mihalkov a găsit calea către sufletul tuturor. Lucru care nu este de mirare în cazul său, pentru că provine dintr-o familie aristocratică, în care arta era printre principalele preocupări. Bunicul lui Nikita a fost guvernator imperial al orașului Yaroslavl, situat la aproximativ 250 de km de Moscova, iar mama sa, poeta Natalia Koncealovskaia, prințesă aparținând uneia dintre cele mai vechi case nobiliare rusești, a fost fiica marelui pictor Piotr Koncealovski.
Tatǎl lui Nikita este cunoscut ca autor de literatură pentru copiii, dar și pentru compunerea versurilor  imnului național. Și, nu în ultimul rând, Nikita Mihalkov este fratele mai mic al lui Andrei Koncealovski, cunoscut inițial datorită colaborării cu Andrei Tarkovski, un alt titan al cinematografiei ruse, dar afirmat mai târziu și la Hollywood prin producții proprii, precum Trenul evadării.
Filmul Piesă neterminată pentru pianină mecanică, apărut în 1977, adaptare a piesei de tinerețe a lui Anton Pavlovici Cehov, a câștigat premiul festivalului de film de la San Sebastian. Câteva zile din viața lui Oblomov, film care are la bază romanul unuia dintre clasicii literaturii ruse, Ivan Goncharov și la care Mihalkov semnează atât scenariul, cât și regia, a câștigat în 1981 premiul National Board of Review, pentru cel mai bun film străin.
În 1978, în timp ce juca în filmul fratelui său Andrei Koncealovski, Sibiriada, Mihalkov a scris scenariul filmului Cinci seri, pe care l-a și regizat, o dramatică poveste de dragoste a unui cuplu care, separat de război, reușește să se reîntâlnească peste 15 ani. În 1983, Mihalkov câștigă cu drama Fara martori premiul Festivalului Internațional de Film de la Moscova, eveniment al cărui manager a ajuns în 2000.
Deși, după cum spune regizorul rus, filmele sale sunt rezultatul unui "compromis", el este perfect conștient de valoarea producțiilor sale. Căci, în 1994, când a fost prezent la Cannes cu drama Soare înșelător, Mihalkov s-a supărat foarte tare pe juriu pentru ca Pulp Fiction i-a "suflat" premiul pe care el considera că îl merita. Spielberg al Rusiei, așa cum este considerat, a făcut câteva comentarii acide despre acei francezi care neglijează capodoperele, dar s-a consolat cu aprecierea Academiei Americane de Film, care i-a acordat premiul Oscar.
O vreme, Mihalkov a fost total absorbit de activități politice. Simpatizant și apoi membru al partidului lui Victor Cernomirdin, Nikita a obținut un loc în parlamentul Rusiei și au existat chiar zvonuri despre o posibilă candidatură a sa la președinție. Această perioadă i-a afectat, din cauza disputelor politice, imaginea publică, astfel că Mihalkov a avut o perioadă de opt ani în care nu a mai regizat nici un film.
Omul anului 2004 în Rusia și președinte al Asociației Cineaștilor nu s-a distanțat nici o clipă de lumea filmului, continuând să apară, în ipostaza sa de actor de mare combustie și farmec, în producții ale altor regizori. Despre actorie, Mihalkov are o părere aparte: "Filmul este un lucru viu. Așa că tot ce se întâmplă pe platou este imprevizibil. Un actor are nevoie de multă libertate și trebuie să poată improviza. Dar chiar și așa, eu, cel puțin, nu știu niciodată dacă ceea ce intenționez să fac este bine sau nu."
Nikita Mihalkov impresionează prin profunzimea și onestitatea sa. El pare că nu-și propune să facă film. Îi iese pur și simplu. Nu e sigur nici dacă, în calitate de actor, a nimerit interpretarea potrivită. Însă, când el spune că a creat o capodoperă, trebuie să-l credem pe cuvânt.

## Filmografie

### Regizor
- 1974 Atacul trenului cu aur (Свой среди чужих, чужой среди своих / Svoi sredi ciujih, ciujoi sredi svoih)
- 1974 Acasă, printre străini (Свой среди чужих, чужой среди своих)
- 1976 Sclava iubirii (Раба любви / Raba liubvi)
- 1977 Piesă neterminată pentru pianină mecanică (Неоконченная пьеса для механического пианино)
- 1978 Cinci seri (Пять вечеров)
- 1979 Câteva zile din viața lui Oblomov (Несколько дней из жизни И. И. Обломова)
- 1981 Rubedeniile (Родня)
- 1983 Fără martori (Без свидетелей)
- 1987 Ochi negri (Очи чёрные)
- 1991 Urga (Урга — территория любви / în SUA: Close to Eden)
- 1993 Anna, de la 6 la 18 (Anna: Ot shesti do vosemnadtsati), documentar
- 1994 Soare înșelător (Утомлённые солнцем)
- 1998 Bărbierul din Siberia (Сибирский цирюльник)
- 2009 12 (film) (12)

### Scenarist
- 1974 Acasă, printre străini
- 1975 Nenavist (1975)
- 1978 Cinci seri (Пять вечеров)
- 1980 Câteva zile din viața lui Oblomov
- 1983 Fără martori (Без свидетелей)
- 1986 Moi liubimîi kloun (Мой любимый клоун / Moi liubimîi kloun)
- 1987 Ochi negri (Очи чёрные)
- 1993 Anna, de la 6 la 18
- 1994 Soare înșelător
- 1998 Bărbierul din Siberia
- 2007 12 (Film)

### Actor
- 1960 Nori peste Borsk (Тучи над Борском), regia Vasili Ordînski
- 1963 Pășind prin Moscova (Я шагаю по Москве) - Kolka
- 1965 Apelul (Pereklicika), regia Daniil Hrabrovițki
- 1967 Roșii și albii (Звёзды и солдаты) - sublocotenent Glzunov
- 1969 Cortul roșu (Красная палатка) - Ciuhnovski
- 1969 Un cuib de nobili (film) (Дворянское гнездо), regia Andrei Koncealovski
- 1972 Dirigintele de poștă (Станционный смотритель), regia Serghei Soloviov
- 1974 Acasă, printre străini - Brîlov
- 1977 Piesă neterminată pentru pianină mecanică - Nikolai Ivanovici Trilețki
- 1978 Siberiada (Сибириада), regia Andrei Koncealovski
- 1981 Portretul soției pictorului (Портрет жены художника/Portret jenî hudojnika), regia Aleksandr Pankratov
- 1981 Câinele din Baskerville - Sir Henry Baskerville
- 1982 Gară pentru doi - dirijorul Andrei
- 1984 Fata fără zestre (Жестокий романс - Jestokii romans - Serghei Sergheievici Paratov
- 1993 Anna: De la 6 la 18 (Анна: от 6 до 18)  (1993) - Propriul rol
- 1994 Soare înșelător - colonelul Serghei Petrovici Kotov
- 2005 Jmurki (Жмурки) - Sergei Mikhailovici
- 2005 Persona non grata - Oleg
- 2005 Statskii sovetnik - prințul Pojarschi
- 2005 Dead Man's Bluff - Serghei Mihailovici
- 2006 Mne ne bolno - Serghei Sergheievici
- 2009 12 (film) (2009)
- 2010 Soare înșelător 2 - colonelul Serghei Petrovici Kotov